# ハンス・アーベク
ハンス・ヴィルヘルム・アーベク（Hans Vilhelm Aabech、1948年11月1日）は、デンマーク・コペンハーゲン出身の元同国代表サッカー選手。ポジションはFW。